# Latarnia morska Cabo da Roca
Latarnia morska Cabo da Roca (port. Farol do Cabo da Roca) – latarnia morska na przylądku Cabo da Roca w Portugalii. Jest najdalej na zachód wysuniętą latarnią morską i jednocześnie najdalej na zachód wysuniętą budowlą na stałym lądzie Europy. Jest jedną z najstarszych latarń morskich w Portugalii.

## Położenie
Latarnia znajduje się na skalistym, granitowym cyplu, wznoszącym się ok. 140 m nad poziom Oceanu Atlantyckiego i stanowiącym najdalej na zachód wysunięty punkt stałego lądu europejskiego. Leży w granicach sołectwa (port. freguesia) Colares w municipium (port. concelho) Sintra w dystrykcie Lizbona.

## Historia
Inicjatywa budowy latarni morskiej wyszła z Junta Geral da Fazenda do Reino 1 lutego 1758 r. Podjęto wówczas plan zbudowania sześciu latarni morskich wspomagających żeglugę, położonych w strategicznych miejscach całego portugalskiego wybrzeża. W 1772 r. jako trzecia została oddana do użytku latarnia morska Cabo da Roca. Niewiele wiadomo o szczegółach technicznych samego światła, ale z faktu, że było ono widoczne z odległości nie przekraczającej dwie mile morskie można sądzić, że było ono dośc prymitywne. W 1843 r. pod kierownictwem inżyniera Gaudêncio Fontany latarnia przeszła znaczną przebudowę, wraz z montażem nowego urządzenia obrotowego, złożonego z szesnastu palników Arganda z parabolicznymi reflektorami. W 1897 r. po kolejnej przebudowie uruchomiona została latarnia elektryczna z systemem rezerwowym, składającym się z 3-obrotowej lampy naftowej. Aparat optyczny był czwartego rzędu, ruch obrotowy wytwarzał mechanizm zegarowy. Uruchomiono również sygnał dźwiękowy (syrena parowa). W 1917 zakończono budowę wytwórni acetylenu dla palników acetylenowych. W roku 1932 zastąpiono syrenę parową buczkiem zasilanym sprężonym powietrzem. W 1937 roku miała miejsce instalacja radiolatarni. W 1947 r. zamontowano nowy zespół świetlny 3-go rzędu, z lampą o mocy 3000 W. W 1982 r. uruchomiono syrenę elektryczną. W roku 1990 nastąpiła automatyzacja latarni i zakończenie działania wytwórni acetylenu. W 2000 r. wyłączona została syrena elektryczna. W 2001 r. w związku ze zmianami w systemach nawigacji na korzyść łatwiejszego w użyciu i wielokrotnie dokładniejszego systemu GPS nastąpiło wyłączenie radiolatarni. Obecnie latarnia jest obsługiwana przez trzech latarników, którzy łącznie zapewniają sygnalizację morską między Cabo da Roca a Ericeirą.

## Dane techniczne
Wieża murowana z kamienia, czworoboczna, na niej wieloboczna wieża świetlna, o łącznej wysokości 22 metrów (do światła). Światło latarni znajduje się 165 metrów nad poziomem morza i ma zasięg około 26 Mm. Charakterystyka światła: regularnie powtarzająca się grupa 4 białych błysków w okresie co 18 sekund. Latarnię otacza szereg innych, jednokondygnacyjnych zabudowań, związanych z pełnionymi wcześniej funkcjami.

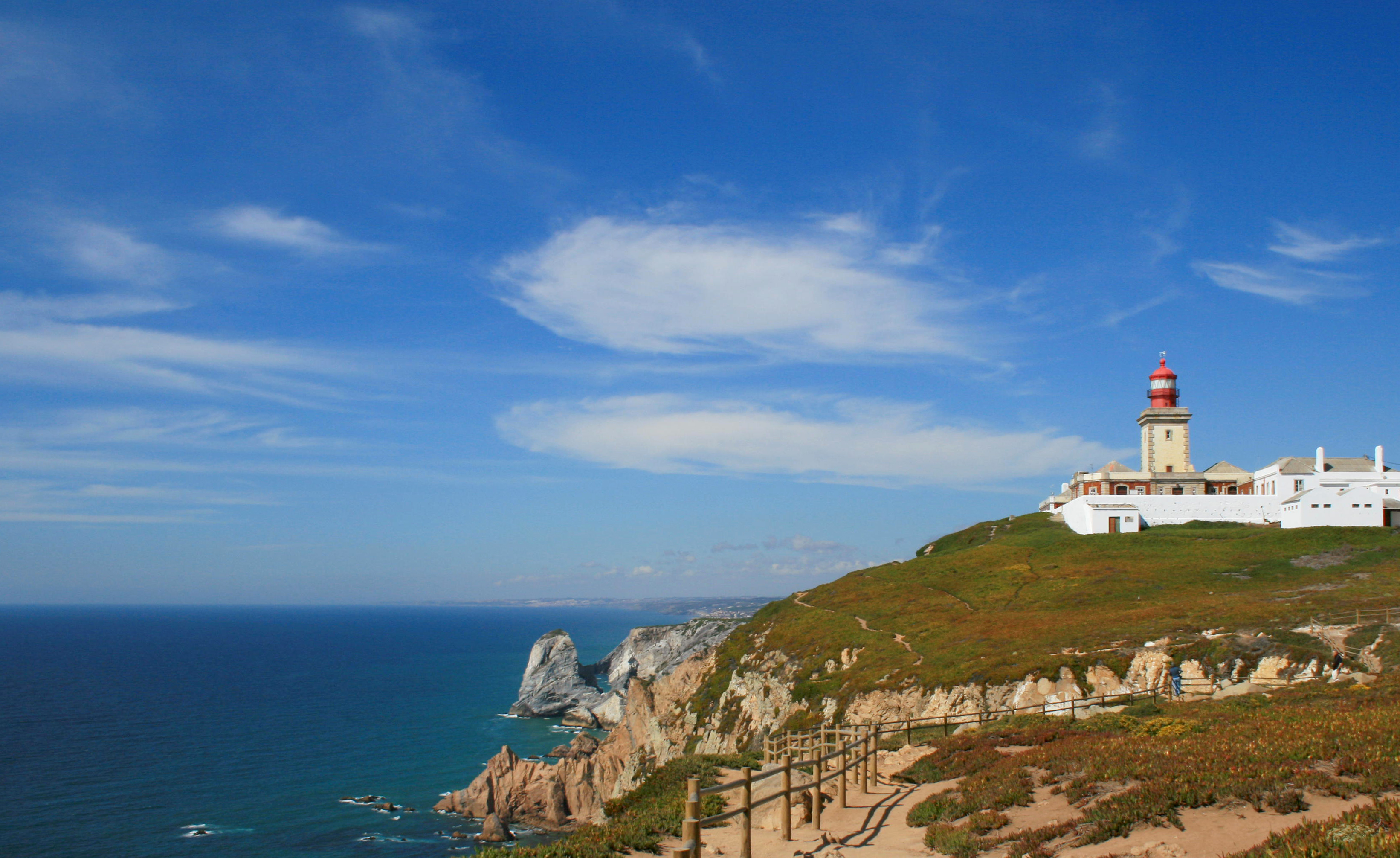
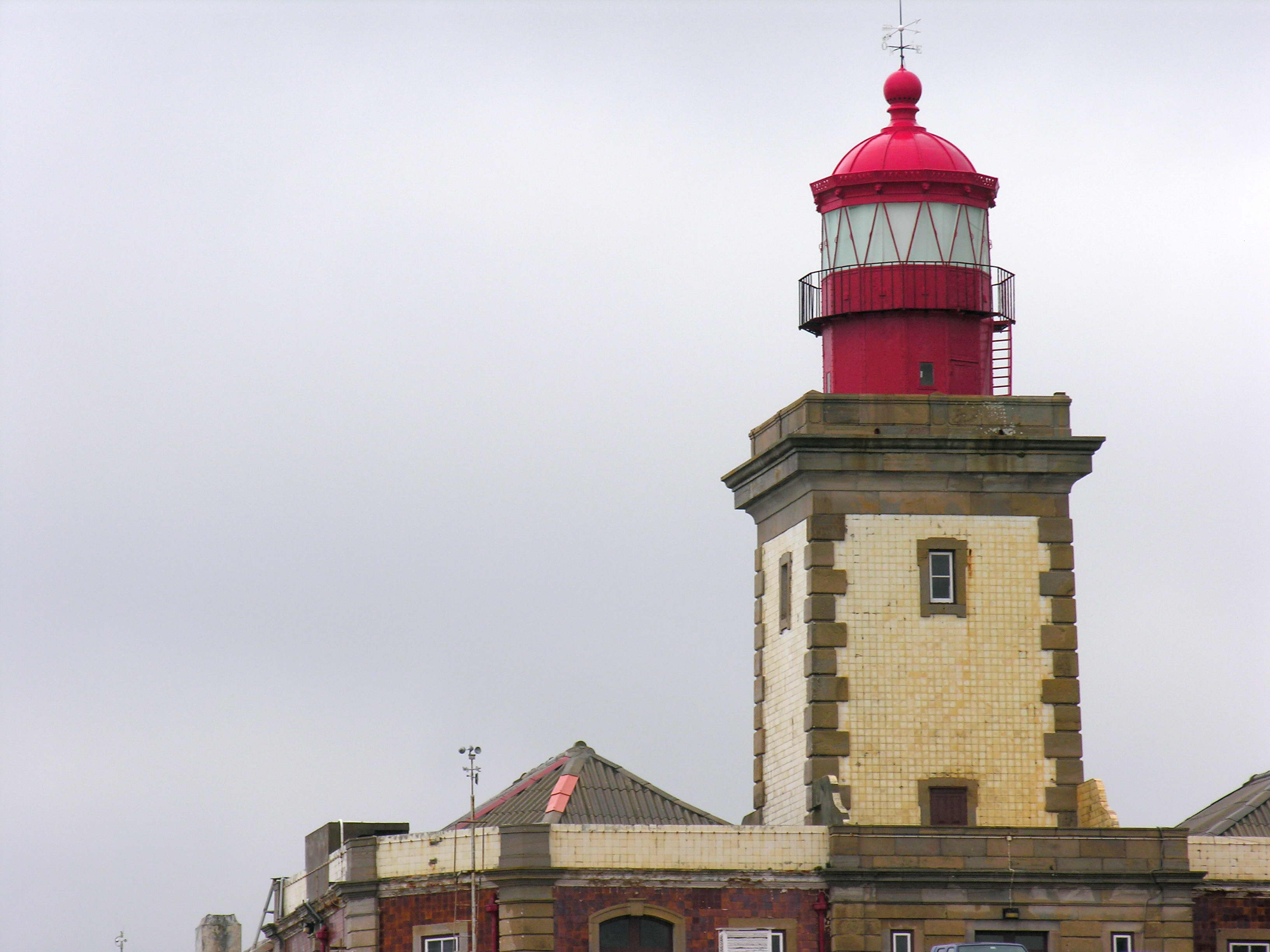
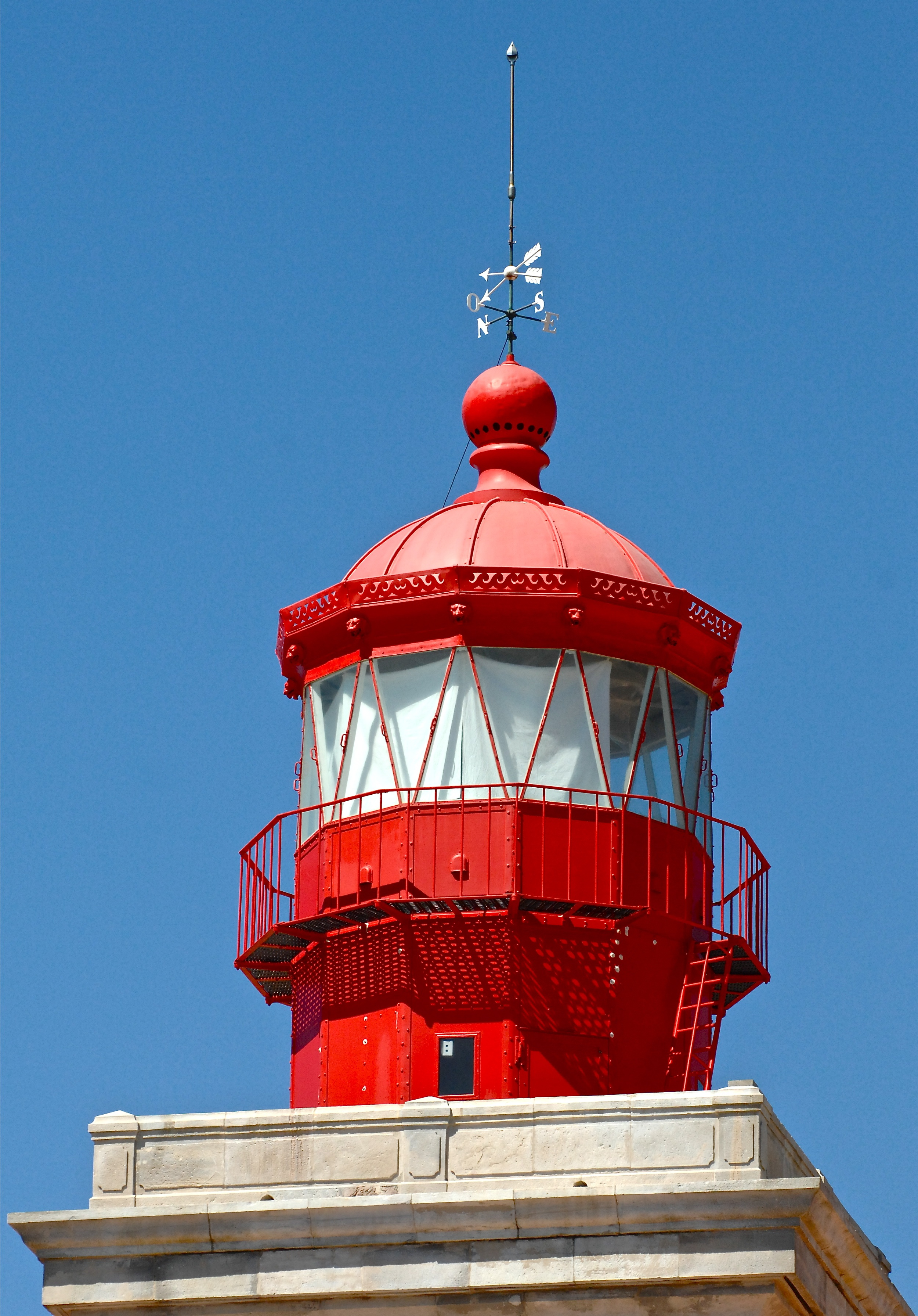

Przypisy
1. ↑  Farol do Cabo da Roca w: "Sistema de Informação para o Património Arquitectónico". [dostęp 2023-07-11].